# Sjakie en de chocoladefabriek (franchise)

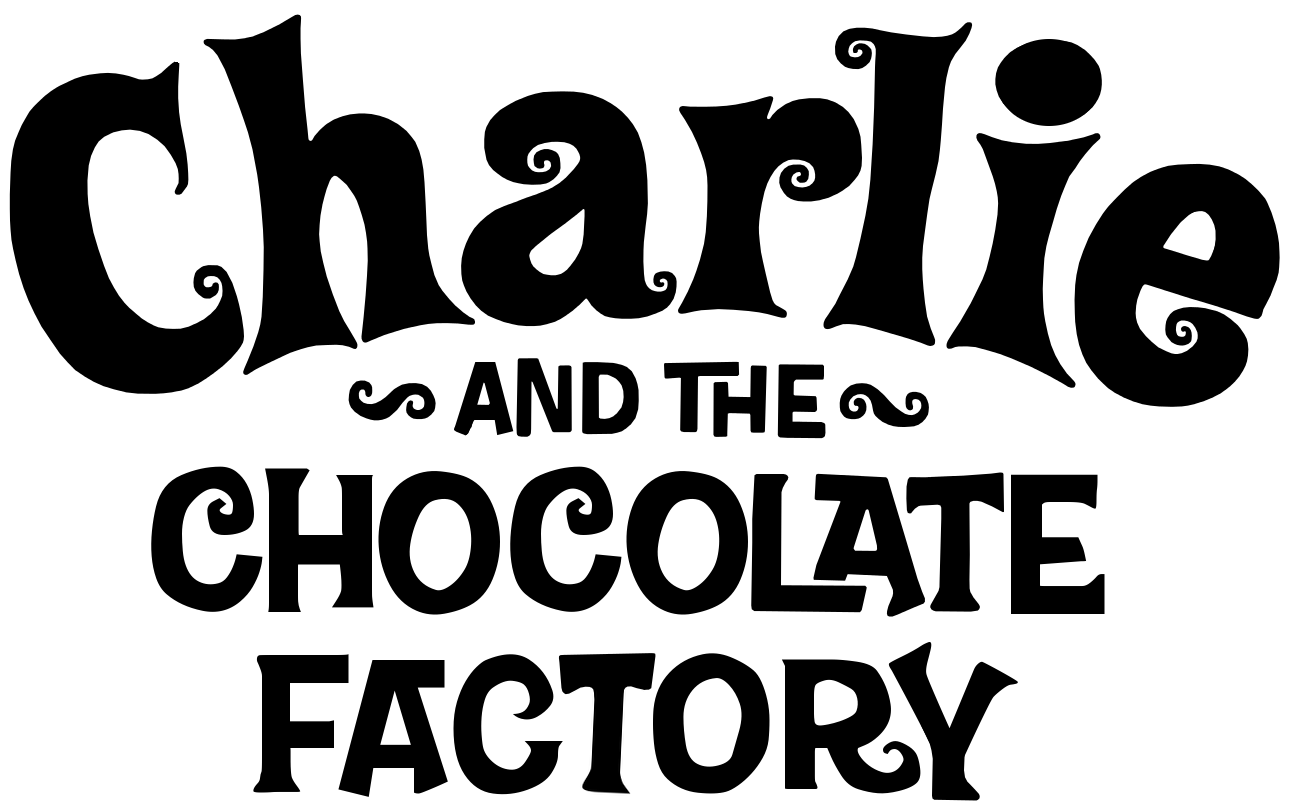
Officieel logo voor de verfilming uit 2005.

Sjakie en de chocoladefabriek (originele titel Charlie and the Chocolate Factory) is een mediafranchise gebaseerd op de gelijknamige roman uit 1964 van de Britse auteur Roald Dahl. Het bevat twee boeken, drie liveaction langspeelfilms, drie computerspellen en diverse andere eigendommen, zoals rondreizende musicals en theateraanpassingen, diverse merchandise en voormalig pretparkattracties.

## Boeken

### Sjakie en de chocoladefabriek (1964)
Sjakie en de chocoladefabriek (Engelse titel Charlie and the Chocolate Factory) is een kinderboek van de Britse auteur Roald Dahl. Het verhaal gaat over de avonturen van de jonge Sjakie Stevens (Engelse naam Charlie Bucket) in de chocoladefabriek van de excentrieke chocolatier Willy Wonka. Het boek werd voor het eerst gepubliceerd in de Verenigde Staten door Alfred A. Knopf, Inc. in 1964 en in het Verenigd Koninkrijk door George Allen & Unwin in 1967.

### Sjakie en de grote glazen lift (1972)
Sjakie en de grote glazen lift (Engelse titel Charlie and the Great Glass Elevator) is het vervolg op Sjakie en de chocoladefabriek en vervolgt het verhaal van Sjakie Stevens en Willy Wonka terwijl ze reizen in de grote glazen lift. Het boek werd voor het eerst gepubliceerd in de Verenigde Staten door Alfred A. Knopf in 1972, en in het Verenigd Koninkrijk door George Allen & Unwin in 1973.

### Onvoltooid derde boek
Er was een vervolg op het boek gepland, genaamd Charlie in the White House. Sjakies familie en meneer Wonka worden door president Gilligrass uitgenodigd voor een diner in het Witte Huis, als dank voor het redden van het ruimtevaartuig van de aanval door de Vermicious Knids. Dahl schreef alleen het eerste hoofdstuk, dat te zien is in het Roald Dahl Museum and Story Centre in Great Missenden.

## Films
| Film                                                 | Verschijningsdatum | Regisseur    | Producent(en)                                | Schrijver(s)            | Speelduur   |
| ---------------------------------------------------- | ------------------ | ------------ | -------------------------------------------- | ----------------------- | ----------- |
| Liveaction                                           |                    |              |                                              |                         |             |
| Willy Wonka & the Chocolate Factory                  | 30 juni 1971       | Mel Stuart   | Stan Margulies David L. Wolper               | Roald Dahl              | 100 minuten |
| Charlie and the Chocolate Factory                    | 10 juli 2005       | Tim Burton   | Brad Grey Richard D. Zanuck                  | John August             | 115 minuten |
| Wonka                                                | 24 oktober 2023    | Paul King    | Luke Kelly David Heyman Alexandra Derbyshire | Paul King Simon Farnaby | 112 minuten |
| Animatie                                             |                    |              |                                              |                         |             |
| Tom and Jerry: Willy Wonka and the Chocolate Factory | 27 juni 2017       | Spike Brandt | Spike Brandt Tony Cervone                    | Gene Grillo             | 79 minuten  |

## Televisie
Op 27 november 2018 kondigde Netflix aan dat ze een geanimeerd serie-evenement ontwikkelen, gebaseerd op de boeken van Roald Dahl, dat een televisieserie zal omvatten gebaseerd op het kinderboek Sjakie en de chocoladefabriek en het vervolg Sjakie en de grote glazen lift.

## Theater

### Roald Dahl's Willy Wonka (2004)
Roald Dahl's Willy Wonka is een musical die elementen van zowel Roald Dahls boek Sjakie en de chocoladefabriek als van de film Willy Wonka & the Chocolate Factory uit 1971 combineert met nieuw gemaakt materiaal. De musical kent verschillende versies: de originele versie die in 2004 in première ging, de Junior-versie, de Kids-versie en de Theatre for Young Audience-versie. Ze zijn allemaal eigendom van Music Theatre International, het bedrijf dat eigenaar is van de Willy Wonka-licentie.

### The Golden Ticket (2010)
The Estate of Roald Dahl keurde een operabewerking goed, genaamd The Golden Ticket. Het is geschreven door componist Peter Ash en de Britse librettist Donald Sturrock. The Golden Ticket bevat volledig originele muziek en is gemaakt in opdracht van het American Lyric Theatre, Lawrence Edelson (producerend artistiek directeur) en Felicity Dahl. De opera beleefde zijn wereldpremière in het Opera Theater van Saint Louis op 13 juni 2010, in een coproductie met American Lyric Theatre en Wexford Festival Opera.

### Charlie and the Chocolate Factory (2013)
Een musical gebaseerd op het boek, getiteld Charlie and the Chocolate Factory, ging in première in het West End's Theatre Royal, Drury Lane in mei 2013 en werd officieel geopend op 25 juni. De show wordt geregisseerd door Sam Mendes, met nieuwe nummers van Marc Shaiman en Scott Wittman, en sterren Douglas Hodge als Willy Wonka. De productie brak records voor de wekelijkse kaartverkoop. Toevallig was Hodge ook de stem van een audioboek van Charlie and the Chocolate Factory, als onderdeel van een pakket Roald Dahl-cd's die door beroemdheden werden voorgelezen.

## Computerspellen

### Charlie and the Chocolate Factory (1985)
Charlie and the Chocolate Factory is een computerspel uit 1985, ontwikkeld door de Britse studio Soft Option en uitgegeven door Hill MacGibbon. Het werd uitgebracht in het Verenigd Koninkrijk voor de ZX Spectrum. Het is losjes gebaseerd op het gelijknamige boek van Roald Dahl uit 1964, en consumenten hadden de mogelijkheid om het spel en het boek als set te kopen.

### Charlie and the Chocolate Factory (2005)
Charlie and the Chocolate Factory is een computerspel uit 2005 die werd uitgebracht op de Game Boy Advance-, GameCube-, PlayStation 2-, Windows- en Xbox-platforms. Het is gebaseerd op de gelijknamige film van Tim Burton. Het spel werd uitgebracht op dezelfde dag als de bioscooprelease van de film in de Verenigde Staten.

### Poptropica: Charlie and the Chocolate Factory Island (2012–heden)
Sinds 15 november 2012 bevat de online computerrollenspel Poptropica van Jeff Kinney een "Charlie and the Chocolate Factory Island" als een van de "eilanden" van het spel, waarin de speler problemen moet oplossen door middel van spel-zoektochtscenario's, gecentreerd op een probleem dat de speler moet oplossen door meerdere obstakels te overwinnen, items te verzamelen en te gebruiken, met verschillende personages te praten en doelen te bereiken en dient als een computerspel-aanpassing van de film Willy Wonka & the Chocolate Factory uit 1971.

## Pretparkattracties

### Charlie and the Chocolate Factory: The Ride (2006–2015)
Charlie and the Chocolate Factory: The Ride was een darkride in het Cloud Cuckoo Land-gebied van het themapark Alton Towers, in Alton (Staffordshire) in het Verenigd Koninkrijk. Het was gebaseerd op het beroemde gelijknamige boek van Roald Dahl uit 1964 en haalde zijn thematische inspiratie uit de illustraties van Quentin Blake. De rit sloot aan het einde van het seizoen 2015 en werd in 2019 vervangen door de Alton Towers Dungeon.

## Discografie

### Albums
| Album met eventuele hitnotering(en) in de Nederlandse Album Top 100                               | Datum van verschijnen | Datum van binnenkomst | Hoogste positie | Aantal weken | Opmerkingen                      |
| ------------------------------------------------------------------------------------------------- | --------------------- | --------------------- | --------------- | ------------ | -------------------------------- |
| Willy Wonka & The Chocolate Factory (Music From the Original Soundtrack of the Paramount Picture) | 1971                  | -                     |                 |              | Leslie Bricusse & Anthony Newley |
| Charlie and the Chocolate Factory (Original Motion Picture Soundtrack)                            | 12-07-2005            | -                     |                 |              | Danny Elfman                     |
| Wonka (Original Motion Picture Soundtrack)                                                        | 08-12-2023            | 06-01-2024            | 53              | 2            | Neil Hannon & Joby Talbot        |

| Album met hitnotering(en) in de Vlaamse Ultratop 200 albums | Datum van verschijnen | Datum van binnenkomst | Hoogste positie | Aantal weken | Opmerkingen               |
| ----------------------------------------------------------- | --------------------- | --------------------- | --------------- | ------------ | ------------------------- |
| Wonka (Original Motion Picture Soundtrack)                  | 08-12-2023            | 06-01-2024            | 53              | 3*           | Neil Hannon & Joby Talbot |

### Singles
| Single met eventuele hitnotering(en) in de Nederlandse Top 40 | Datum van verschijnen | Datum van binnenkomst | Hoogste positie | Aantal weken | Opmerkingen |
| ------------------------------------------------------------- | --------------------- | --------------------- | --------------- | ------------ | --- |
| Pure Imagination                                              | 1971                  | -                     |                 |              | Gene Wilder |
| The Candy Man                                                 | 1972                  | 22-07-1972            | 23              | 4            | Sammy Davis jr. / Nr. 28 in de Daverende Dertig (een cover van Aubrey Woods, afkomstig van Willy Wonka & The Chocolate Factory) |